# Conferência das Nações Unidas sobre as Mudanças Climáticas de 2007
A Conferência das Nações Unidas sobre a Mudança Climática é uma cúpula internacional, formada por representantes de 190 países, que acontece na ilha de Bali, na Indonésia, entre os dias 3 e 14 de dezembro de 2007.
Os representantes desses países discutem as bases das negociações, a serem desenvolvidas entre 2008 e 2009, para o estabelecimento de um novo acordo que substitua o Protocolo de Quioto, quando chega ao fim a primeira fase do tratado em 2012. Possíveis compromissos firmados em Bali vão definir nos próximos anos políticas que aproximem as posições defendidas por cerca de 200 países com economias muito diferentes e que sofrerão de formas muito diferentes as consequências do aquecimento global do planeta.

## Ligações externa
- Sítio Oficial[1]
- Entenda a reunião da ONU sobre o clima em Bali- BBC Brasil
- Blog de Bali: A política do clima, blog do jornalista brasileiro Eric Brücher Camara, da BBC Brasil
- Bali 40 Graus, blog do jornalista brasileiro Claudio Angelo, da Folha de S.Paulo

1. ↑  [S.l.: s.n.] Em falta ou vazio |título= (ajuda)